# 6. ljudska grenadirska divizija (Wehrmacht)
Za druge 6. divizije glej 6. divizija.
6. ljudska grenadirska divizija (izvirno nemško 6. Volks-Grenadier-Division) je bila ena izmed Volkssturmovih divizij v sestavi Wehrmachta med drugo svetovno vojno.

## Zgodovina
Divizija je bila ustanovljena 9. oktobra 1944 z reorganizacijo 6. grenadirske divizije.
Sama divizija ni nikoli dosegla polne divizijske moči in je po navadi delovala kot bojna skupina (Kampfgruppe).
Decembra 1944 je bila poslana na vzhodno fronto vzdolž reke Vistula, da bi poskusila zadržati napredujoče Sovjete. Sodeloval je v umiku preko Poljske, dokler ni bila januarja 1945 uničena okoli Visle.
10. marca 1945 so jo ponovno ustanovili, tokrat kot 6. pehotna divizija; večina mož je prišla iz senčne divizije Dresden in ostankov bivše divizije.

## Vojna zgodovina
| Datum          | Delovanje       | Korpus           | Armada              | Armadna skupina         | Področje       |
| avgust 1944    | bojno delovanje | XXXXVI. korpus   | 9. armada           | Armadna skupina Sredina | Varšava, Radom |
| september 1944 | bojno delovanje | VIII. korpus     | 9. armada           | Armadna skupina A       | Varšava, Radom |
| januar 1945    | bojno delovanje | VIII. korpus     | 9. armada           | Armadna skupina A       | Varšava, Radom |
| februar 1945   | bojno delovanje | Korpus Friedrich | 4. tankovska armada | Armadna skupina A       | Šlezija        |
| marec 1945     | bojno delovanje | XXXIX. korpus    | 17. armada          | Armadna skupina Sredina | Šlezija        |

## Sestava
- 18. grenadirski polk
- 37. grenadirski polk
- 58. grenadirski polk
- 6. fusilirski bataljon
- 6. artilerijski polk
- 1. bataljon, 42. artilerijski polk
- 6. tankovskolovski bataljon
- 6. nadomestni bataljon
- 6. pionirski bataljon
- 6. komunikacijski bataljon
- podporne enote

## Pripadniki divizije
Divizijski poveljniki
| 1. | Generalporočnik Otto-Hermann Brücker |  | (9. oktober 1944 – 8. maj 1945) |

Nosilci viteški križec železnega križca
Edini divizijski prejemniki viteškega križca železnega križca je bil divizijski poveljnik Otto-Hermann Brückner, ki ga je prejel 14. aprila 1945.